# Soveyreh
Soveyreh (persiska: سویره) är en ort i Iran.   Den ligger i provinsen Khuzestan, i den centrala delen av landet, 600 km söder om huvudstaden Teheran. Soveyreh ligger 23 meter över havet och antalet invånare är 818.
Terrängen runt Soveyreh är platt, och sluttar västerut.Runt Soveyreh är det ganska tätbefolkat, med 62 invånare per kvadratkilometer. Närmaste större samhälle är Aghajari, 17,0 km nordost om Soveyreh. Trakten runt Soveyreh är ofruktbar med lite eller ingen växtlighet.